# Stadion im. Atatürka w Giresunie
Stadion im. Atatürka – wielofunkcyjny stadion w Giresunie, w Turcji. 

## Charakterystyka
Został otwarty w 1941 roku. Może pomieścić 12 191 widzów. Przed otwarciem w styczniu 2021 roku nowego stadionu swoje spotkania rozgrywali na nim piłkarze klubu Giresunspor.